# جيل ذهبي

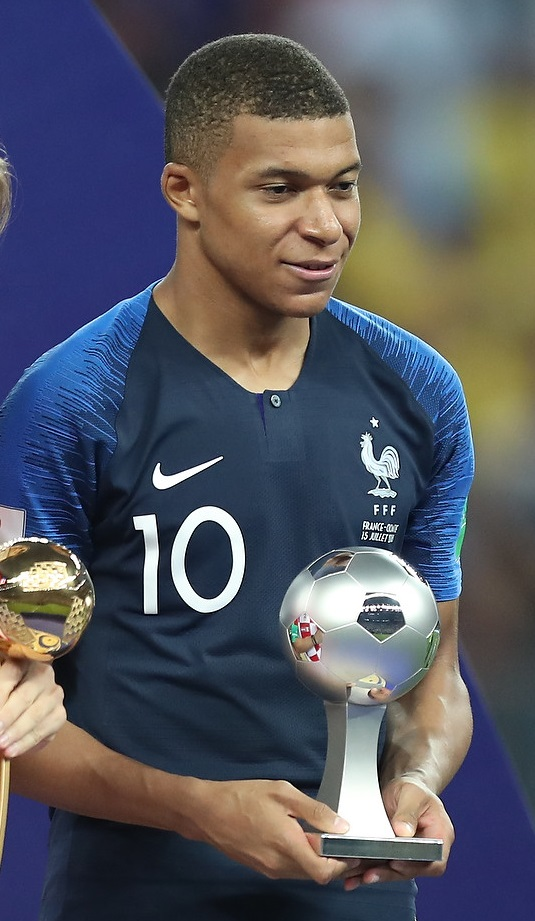

في الرياضة، يُعد الجيل الذهبي أو الفريق الذهبي مجموعة من اللاعبين الموهوبين بصورة استثنائية ينتمون لنفس المرحلة العمرية، والذين وصلت إنجازاتهم، أو من المتوقع أن تصل، إلى مستوى من النجاح أبعد من ذلك الذي حققه فريقهم من قبل. وفيما يلي قائمة بالفرق التي تمت الإشارة إليها من قبل وسائل الإعلام بأنها أجيال ذهبية.

## الأصول
تمت صياغة هذا المصطلح لأول مرة من قبل وسائل الإعلام الرياضية البرتغالية للإشارة إلى مجموعة من لاعبي كرة القدم البرتغاليين في سن المراهقة والموهوبين بشكل استثنائي. وقد فاز هؤلاء اللاعبون، بقيادة «الفتى الذهبي» لويس فيغو، ببطولتي كأس العالم لكرة القدم تحت 20 سنة عامي 1989 و1991. وهذه المجموعة كانت قريبة إلى التقاعد في بداية القرن الحادي والعشرين، مما أدى بوسائل الإعلام الرياضية الأوروبية إلى تسليط الضوء على فرص الجيل الذهبي في الفوز بأي بطولة كبيرة مثل كأس الأمم الأوروبية لكرة القدم 2000 وكأس العالم لكرة القدم 2002 وكأس الأمم الأوروبية لكرة القدم 2004، التي استضافتها البرتغال، وبطولة كأس العالم لكرة القدم 2006.
ومنذ ذلك الحين، تم استخدام هذا المصطلح من قبل وسائل الإعلام في العديد من الدول المختلفة، مع انتشار المصطلح لرياضات أخرى، على سبيل المثال، في لعبة الركبي.

## كرة السلة

### المنتخب الوطني الأرجنتيني لكرة السلة 2000-2012
حصل هذا الفريق على لقب الجيل الذهبي من خلال فوزه بالميدالية الذهبية في بطولة الأمريكتين 2001، والميدالية الفضية في بطولة العالم لكرة السلة 2002، والميدالية الذهبية في كرة السلة في الألعاب الأولمبية الصيفية 2004، والميدالية الذهبية في بطولة الكرة الماسية لكرة السلة 2008، والميدالية البرونزية في كرة السلة في الألعاب الأولمبية الصيفية 2008، والميدالية الذهبية في بطولة كرة السلة الأمريكية 2011 في مدينة مار دل بلاتا، الأرجنتين. وقد أدى هذا إلى وصول الأرجنتين إلى المركز الأول في تصنيف الرجال بالاتحاد الدولي لكرة السلة في نهاية دورة الألعاب الأولمبية الصيفية 2008.
- كارلوس ديلفينو
- جابرييل فرناندز
- إيمانويل «مانو» جينوبيلي
- ليوناردو جوتيريز
- والتر هيرمان
- أليخاندرو مونتيتشيا
- أندرياس نوكيوني
- فابريسيو أوبيرتو
- بيبي سانشيز
- لويس سكولا
- هوجو سكونوتشيني
- روبن فولكوفسكي

## كرة القدم

### البرتغال
كوّن العديد من هؤلاء اللاعبين منتخبات الشباب الوطنية للبرتغال والتي فازت ببطولتي كأس العالم تحت 20 سنة في عامي 1989 و1991، تم تصعيد هذين الفريقين إلى المنتخب الأول. ونتيجة لذلك، وصلت البرتغال إلى الدور نصف النهائي في كأس الأمم الأوروبية لكرة القدم 2000 وكانت الوصيف بعد أربع سنوات. كما تأهلت أيضًا للدور نصف النهائي في بطولة كأس العالم لكرة القدم 2006 بعد أداء بارز، بالرغم من أن لويس فيغو ونونو غوميز فقط هم من تم اختيارهم في تشكيل الفريق للمباريات النهائية.
 ويؤكد بعض النقاد أن العديد من اللاعبين غير ناجحين على المستوى الدولي.
- باولو ألفيس
- فيتور بايا
- بيدرو باربوزا
- نونو كابوتشو
- سيرجيو كونسيساو
- خورخي كوستا
- روي كوستا
- فرناندو كوتو
- لويس فيغو
- نونو غوميز
- إيميليو بيكسي
- خواو بينتو[8]
- ريكاردو سا بينتو
- كارلوس سيكريتاريو
- باولو سوزا[9]
- أبيل كزافييه

### إنجلترا
لقد تم، في بداية عهد سفين غوران إريكسون وآدم كروزير، المدير التنفيذي للاتحاد الإنجليزي لكرة القدم وفي بعض وسائل الإعلام البريطانية، وصف لاعبين مثل ديفيد بيكهام ومايكل أوين وستيفن جيرارد كنواة فريق جيل ذهبي محتمل. غير أن هذه المجموعة من اللاعبين فشلت، كالعديد من فرق إنجلترا، في الوصول إلى مستوى التوقعات خلال فترة إريكسون، مما أدى إلى سقوط هذا المصطلح من الاستعمال الشائع. وعلى الرغم من أن العديد منهم حقق نجاحًا مع أنديتهم، إلا أن الفريق قد فشل في التأهل لكأس الأمم الأوروبية لكرة القدم 2008 - وهي المرة الثانية فقط التي يفشل فيها الفريق في التأهل لإحدى البطولات الكبرى خلال أكثر من عشرين عامًا (على مدى اثنتي عشرة بطولة كبرى ماضية).
- ديفيد بيكهام
- نيكي بات
- جامي كاراغر
- أشلي كول
- جو كول
- ريو فرديناند
- ستيفن جيرارد
- أوين هارغريفز
- ليدلي كينغ
- فرانك لامبارد
- ستيف ماكمانمان
- غاري نيفيل
- فيل نيفيل
- مايكل أوين
- واين روني
- بول سكولز
- جون تيري
- سول كامبل[16]

### فرنسا
في أواخر عام 1998، بدأ منتخب فرنسا لكرة القدم فترة من الهيمنة الدولية بالفوز على البرازيل 3–0، ليفوز ببطولة كأس العالم لكرة القدم 1998 ويصبح بذلك أول فريق فرنسي يفوز بكأس العالم. بعد ذلك بعامين، منح الهدف الذهبي لـ ديفيد تريزيغيه في الوقت الإضافي الفوز لفرنسا على إيطاليا 2-1، لتتقلد فرنسا بذلك بطولة كأس الأمم الأوروبية لكرة القدم 2000. وجاءت فرنسا بعد ذلك في المرتبة الأولى في تصنيف الفيفا العالمي وفي المرتبة الأولى في تصنيف إلو العالمي لكرة القدم لمدة عامين. كما حصل الفريق أيضًا على كأس القارات 2001. وبالرغم من هذا السجل الحديث الرائع، فقد فشل الفريق الفرنسي في بطولة كأس العالم لكرة القدم 2002، حيث تذيل المجموعة دون إحراز أي هدف وحصل على نقطة واحدة فقط من مباريات المجموعة الثلاث. بعدها بعامين، نجح الفريق في الفوز بكأس القارات 2003. كما وصل لنهائيات بطولة كأس العالم لكرة القدم 2006 المقامة في برلين، حيث خسر أمام إيطاليا. تألف فريق فرنسا الذهبي من اللاعبين التاليين:
- نيكولاس أنيلكا
- فابيان بارتيز
- لوران بلان
- فينسنت كانديلا
- مارسيل ديساييه
- ديدييه ديشامب
- يوري دجوركاييف
- كريستوف دوجاري
- وليام غالاس
- تيري هنري
- كريستيان كاريمبو
- فرانك ليبوف
- بيسنتي ليزارازو
- كلاود ماكيليلي
- إيمانويل بيتيت
- روبير بيريز
- ويلي سانيول
- ميكائيل سيلفستر
- ليليان تورام
- ديفيد تريزيغيه
- باتريك فييرا
- سيلفان ويلتورد
- زين الدين زيدان

### بلجيكا
ينظر الكثيرون لمنتخب بلجيكا الحالي على أنه أفضل الأجيال الموهوبة في تاريخ بلجيكا. وعلى الرغم من ذلك، لم يتأهلوا حتى الآن لإحدى البطولات الكبرى.
- كريستيان بينتيكي
- ديدريك بوياتا
- [ناصر شادلي
- تيبوت كورتوا
- كيفن دي بروني
- ستيفن ديفور
- موسى ديمبيلي
- مروان فيلاييني
- إدين هازارد
- فينسنت كومباني
- روميلو لوكاكو
- دريس مرتينز
- سيمون ميجنوليت
- كيفن ميرالاس
- مارفين أوغونجيمي
- توماس فيرمايلين
- جان فيرتونجهين
- نيكولاس لومبرتس
- جابي مودنغاي
- جيلي فوسين
- أكسيل فيتسل[20]

### أياكس أمستردام
تم تشكيل أول فريق ذهبي لناديأياكس أمستردام في بدايات سبعينيات القرن الماضي.
وفي منتصف تسعينيات القرن نفسه، ظهر جيل جديد من اللاعبين في نادي أياكس أمستردام ساعدوه في الفوز بنهائي دوري أبطال أوروبا 1995، ومن هؤلاء اللاعبين:
- إدغار ديفيدز
- فرانك ديبور
- رونالد ديبور
- باتريك كلايفرت
- مارك أوفر مارس
- مايكل رايزيغير
- كلارنس سيدروف
- أدوين فان دير سار

لحق العديد منهم بمدربهم بنادي أياكس، لويس فان غال، إلى نادي برشلونة.

### إيطاليا
بعد خسارتها في نهائي كأس الأمم الأوروبية لكرة القدم 2000 أمام فرنسا، وخيبة الأمل في بطولة كأس العالم لكرة القدم 2002، عادت إيطاليا مرة أخرى لطريق النجاح بفوزها ببطولة كأس العالم لكرة القدم 2006 بقيادة المدرب، مارتشيلو ليبي، حيث هزمت فرنسا في ركلات الترجيح. وكانت هذه أيضًا آخر بطولة لبعض من أفضل لاعبي الجيل الذهبي لإيطاليا. كان من بينهم:
- أليساندرو ديل بييرو
- أليساندرو نيستا
- أندريه بيرلو
- جينارو جاتوزو
- فرانشسكو توتي
- جانلويجي بوفون
- جانلوكا زامبروتا
- كريستيان فييري
- فابيو كانافارو
- باولو مالديني
- ماورو كامورانيزي
- فيليبو إنزاغي
- فابيو جروسو
- دانيلي دي روسي

### اليونان
الجيل الذهبي لليونان كان هو الفائز بكأس الأمم الأوروبية لكرة القدم 2004.

### ألمانيا
في بطولة كأس العالم لكرة القدم 2010، قدم منتخب ألمانيا لكرة القدم مجموعة جديدة من النجوم الصاعدة الشابة. ولعبت هذه المجموعة الشابة بأسلوب مختلف جدًا عما هو معتاد في أسلوب لعب ألمانيا التقليدي. فبدلاً من اللعب بالأسلوب التقليدي، قامت باللعب بأسلوب الهجمة المرتدة التي كانت سريعة ومباشرة. وقد تجلى ذلك في مبارياتها مع أستراليا وإنجلترا والأرجنتين، التي أحرزوا فيها أربعة أهداف. وقد قادت هذه المجموعة الشابة منتخب ألمانيا للوصول إلى نصف النهائي قبل الخسارة من إسبانيا. وفي التصفيات المؤهلة لكأس الأمم الأوروبية لكرة القدم 2012 أنهت ألمانيا التصفيات دون أي هزيمة في مجموعتها من خلال هذه المجموعة الشابة.
- فيليب لام
- مسعود أوزيل
- توماس مولر
- توني كروس
- ماريو غوتزه
- ماريو غوميز
- أندريه شورله
- ماتس هوميلس
- جيروم بواتينغ
- ماركو رويس
- هولغر بادشتوبر
- سامي خضيرة
- لوكاس بودولسكي
- مانويل نوير
- باستيان شفاينشتايغر

### إسبانيا
في عام 2012، توّجت إسبانيا بطلة لأوروبا بعد الفوز على إيطاليا 4-0 في النهائي. وكان هذا ثالث انتصار دولي متتالٍ لإسبانيا، مما جعلها أول منتخب في التاريخ يحقق هذا الإنجاز. وقد أدى هذا بالكثير من المعلقين والخبراء إلى التصريح بأن المنتخب الإسباني هو أفضل منتخب دولي في تاريخ اللعبة. ويعود الفضل إلى هذا الجيل الذهبي من اللاعبين الموهوبين فنيًا، بقيادة لاعبي برشلونة تشافي وإنييستا في تغيير بعض القواعد القياسية للعبة. فقد لعبت إسبانيا معظم بطولة الأمم الأوروبية 2012 بما يسمى رقم 9 الخادع؛ مستبدلة دور المهاجم المركزي التقليدي بصانع ألعاب. وفي كل مباراة من البطولات الثلاث التي فازت بها، حققت إسبانيا عدة تمريرات صحيحة أكثر من أي فريق آخر في البطولة. وبجانب التمريرات، كان الجزء الآخر المميز أيضا في لعبهم هو نسبة امتلاك الكرة. فقد حصلت إسبانيا على نسبة امتلاك كرة أعلى في كل مباراة تنافسية بدءًا من بطولة الأمم الأوروبية 2008 باستثناء نهائي الأمم الأوروبية 2008 أمام ألمانيا. وقد أُطلق على طريقة اللعب التكتيكية لإسبانيا لقب تيكي-تاكا. وأنهت إسبانيا آخر خمس سنوات وهي على قمة تصنيف الفيفا العالمي.
- إيكار كاسياس
- فيكتور فالديز
- بيبي ريينا
- جيرارد بيكيه
- كارليس بويول
- سيرخيو راموس
- غوردي ألبا
- راؤول ألبيول
- ألفارو أربيلو
- خوان كبديفيلا
- أندريس إنييستا
- سيسيك فابريغاس
- خوان ماتا
- تشافي هيرنانديز
- تشابي ألونسو
- دييد سيلفا
- سيرخو بوسكيتس
- سانتي كازورلا
- خيسوس نافاس
- تياغو ألكانتارا
- ميكيل أرتيتا
- خافي غارسيا
- خافي مارتينيز
- دافيد فيا
- فرناندو توريس
- بيدرو رودريجيز
- فرناندو يورنتي

### كوت ديفوار
بالرغم من الفوز بنسخة 1992 من كأس الأمم الإفريقية، شهدت البلاد تدفق المواهب خلال النصف الأول من عقد 2000. وقد تألفت غالبية هذا الجيل من لاعبين موهوبين تمتعوا ومازالوا يتمتعون بتحقيق نجاحات باهرة في أوروبا. وبقيادة ديدييه دروغبا (الذي يعد أيضا أفضل هدافي منتخب بلاده)، وقّع العديد من اللاعبين الآخرين عقودًا مع أكبر مستويات كرة القدم بالعالم. وخلال هذه الفترة، نجحت كوت ديفوار في الوصول لكأس العالم لكرة القدم لأول مرة في تاريخها، عامي 2006 و2010 على التوالي.
- بوبكر باري
- أرثر بوكا
- كولو توريه
- يايا توريه
- سياكا تييني
- إيمانويل إيبوي
- ديدييه زوكورا
- روماريك
- شيخ تيوتي
- أرونا مونيه
- سالومون كالو
- غيرفينهو
- ديدييه دروجبا
- أرونا دينداني
- قادر كيتا
- بونافينتور كالو
- عبد الله مييته

## اتحاد الركبي

### منتخب اتحاد الركبي الأيرلندي
بدءًا من عام 2001، تم اختيار منتخب أيرلندا من قاعدة صلبة من اللاعبين، بقيادة براين أودريسكول، والذي بظهوره لأول مرة عام 1999، بدأ التحول في حظوظ الفريق. وكان لانتصاري التاج الثلاثي تحت 21 سنة عامي 1996 و1998 والفوز بكأس العالم تحت 19 سنة عام 1998، والذي حدث في وجود العديد من أعضاء هذا الفريق، أن جعلت من هذا الفريق الجيل الذهبي لعقد 2000. وحقق الفريق الأول الفوز في مباراتين ببطولة الأمم الخمس مرة واحدة فقط في تسعينيات القرن الماضي في عام واحد (1995). إلا أن فريق عقد 2000 حصل على لقب الوصيف عدة مرات في بطولة الأمم الست الموسعة، وخرج بشكل مخيب للآمال من كأس العالم للركبي 2007، بعد الفشل في التأهل من مرحلة المجموعات. وتُعادلأربع بطولات للتاج الثلاثي خلال عقد 2000 عدد البطولات التي فازت بها أيرلندا خلال المائة عام السابقة. وكان الاكتفاء بتحقيق انتصارين فقط في بطولة الأمم الست عام 2008 أمرًا استثنائيًا، أدى إلى رحيل المدير إيدي أوسوليفان.
جاءت لحظة تتويجهم تحت قيادة ديكلان كيدني عام 2009، عندما فازوا ببطولة جراند سلام وبطولة الأمم الست. واستمر الفريق دون هزيمة طوال عام 2009، بالفوز على بطل العالم للركبي وبطل الأمم الثلاثية، منتخب جنوب إفريقيا في المباراة النهائية بينهما في هذا العام. وأعلنت صحيفة صنداي المستقلة عن أن عقد 2000 هو أفضل العقود في تاريخ الركبي الأيرلندي. ففي غضون 10 سنوات، حققنا تقدمًا من الفقر المدقع إلى الثراء الفاحش. وقادت غالبية هذه المجموعة من اللاعبين فرقها/محافظاتها الأيرلندية إلى انتصارات لم يسبق لها مثيل، وذلك بفوز فريق محافظة مونستر (Munster) ببطولة دوري الكلت في 2003 و2009 و2011 وكأس هاينكن في 2006 و2008؛ وفوز فريق محافظة لاينستر بدوري الكلت في 2002 و2008 وكأس هاينكن في 2009 و2011.
- براين أودريسكول[23]
- بول أوكونيل
- رونان أوجارا
- غوردون دارسي
- غيرفان ديمبسي
- دونشا أوكالاهان[23]
- مالكولم أوكيلي[23]
- غيوردان ميرفي
- بيتر سترينجر
- شان هورغان
- جون هايز
- إيريك ميلر[23]
- ليو كولين[23]
- دينيس هيكي[23]
- سيمون إستربي
- بادي والاس[23]